# Pyrrholaemus brunneus
Pyrrholaemus brunneus là một loài chim trong họ Acanthizidae.